# 1959 Karbyshev
1959 Karbyshev este un asteroid din centura principală, descoperit pe 14 iulie 1972 de Liudmila Juravliova.